# Prosopidia meruloides
Prosopidia meruloides är en fjärilsart som beskrevs av William Schaus 1905. Prosopidia meruloides ingår i släktet Prosopidia och familjen björnspinnare. Inga underarter finns listade i Catalogue of Life.